# エリーセ・ファンサス
エリーセ・ファンサス（Elise Van Sas, 1997年8月1日 - ）は、ベルギーの女子バレーボール選手。ベルギー代表。

## 来歴

### クラブチーム
トゥルンハウト出身。2013年、16歳のときにAsterix AVO Beverenへ入団し2年間プレーしベルギー国内リーグでは連覇を果たした。2015年、Hermes Volley Oostendeへ移籍し、1年間プレーした。2016年、VC Oudegemへ移籍。チームの正セッターとして活躍し、ベルギー国内リーグでは準優勝2回、2021/22シーズンのベルギーカップで優勝しベストセッター賞を受賞した。2023年7月、フランスのTerville-Florange OCへの移籍が発表され、2023/24シーズンのフランスリーグに出場した。2024年、10季ぶりにAsterix AVO Beverenと契約し、2024/25シーズンのベルギー国内リーグで優勝に貢献した。

### 代表チーム
アンダーカテゴリーの代表として、2013年、U-18欧州選手権に出場した。2017年、シニア代表に初選出された。2018年、ネーションズリーグに出場した。2019年、ネーションズリーグに出場し7位となった。同年9月の欧州選手権に出場した。2022年、世界選手権に出場し9位となった。2023年、欧州選手権、パリ五輪予選に出場した。2025年、ネーションズリーグに出場した。

## 球歴
- 世界選手権 - 2022年
- ネーションズリーグ - 2018年、2019年、2021年、2022年、2025年
- オリンピック予選 - 2023年
- 欧州選手権 - 2019年、2021年、2023年

## 受賞歴
- 2022年 - ベルギーカップ ベストセッター賞

## 所属クラブ
- Asterix AVO Beveren（2013-2015年）
- Hermes Volley Oostende（2015-2016年）
- VC Oudegem（2016-2023年）
- Terville-Florange OC（2023-2024年）
- Asterix AVO Beveren（2024年-）